# Енрико Кандиани
Енрико Кандиани (на италиански: Enrico Aldo Candiani) е бивш италиански футболен полузащитник, сред 100-те най-резултатни футболист в италианското първенство (285 мача 106 гола).
Започва да тренира футбол на 15 години в школата на Про Партия, а на следващата година се присъединява към юношите на Амброзиана-Интер. Дебют в Серия А с черно-синята фланелка прави през сезон 1938-39, като поста му на полузащитник е заменен с ляво крило. С нерадзурите остава до 1946 г. и печели една титла и една купа на Италия, след което преминава за една година в Ювентус. Следват две години в родния му клуб Про Партия, после идва един сезон в Милан. Изиграва по един сезон в Серия Б и Серия Ц, съответно за Ливорно и УС Фоджа, след което слага край на футболната си кариера.
Любопитното при него е, че остава единствения футболист вкарал четири гола в един мач на хегемона в Италия през 40-те години „Гранде Торино“. В сезона, когато играе за АК Милан, в дербито на Милано вкарва два гола за седем минути на бившия си отбор Интер.
Кандиани умира на 27 февруари 2008 г. след дълго боледуване.

## Отличия
- Шампион на Италия: 1

Интер: 1939-40
- Копа Италия: 1

Интер: 1938-39